# Kurt Bangert
Kurt Bangert (* 1946 in Mönchengladbach) ist ein deutscher Entwicklungs- und Armutsexperte, Publizist, Theologe und Islamforscher.

## Leben
Bangert studierte Evangelische Theologie und Germanistik in Tübingen und in den USA. Von 1982 bis 2013 arbeitete er in der Entwicklungszusammenarbeit für internationale Nichtregierungsorganisationen. Er war für die Christoffel-Blindenmission (CBM) als Programmleiter, Regionaldirektor (für Südostasien und Pazifik) und für World Vision als Bereichsleiter Kommunikation tätig. 2009 wurde er Forschungsleiter des neu gegründeten World Vision Instituts für Forschung und Entwicklung. Bangert gehörte dem Vorstand des Entwicklungspolitischen Netzwerks Hessen (EPNH) an und war Leiter der Schiedsstelle des Verbandes Entwicklungspolitik und Humanitäre Hilfe deutscher Nichtregierungsorganisationen (VENRO). 2024 wurde Bangert mit 78 Jahren an der Philipps-Universität Marburg zum Doktor der Theologie (Dr. theol.) promoviert – mit einer Arbeit über Walter Rauschenbusch und Martin Rade.
Bangert ist Autor und Herausgeber zahlreicher Bücher, Artikel und Fachstudien – in den Bereichen Armutsbekämpfung, HIV und AIDS, Theologie, Dialog zwischen Religion und Naturwissenschaft sowie Islamforschung. Zu den von ihm herausgegebenen Publikationen gehören u. a. das Handbuch Spendenwesen und die World Vision Kinderstudie (2013). Zu seinen wichtigsten Werken als Autor zählen: Der Traum von einer besseren Welt (über Armutsbekämpfung und Kinderrechte); Die Wirklichkeit Gottes. Wie wir im 21. Jh. an Gott glauben können (eine moderne Gotteslehre); Und sie dreht sich doch! (über die Entwicklung unserer Weltbilder) sowie die Forschungsstudie Muhammad. Eine historisch-kritische Studie zur Entstehung des Islams und seines Propheten, in der Bangert sich mit der Historizität Muhammads befasst. Seit 2013 ist Bangert Schriftleiter der liberalen theologischen Zeitschrift „Freies Christentum“. Er ist auch staatlich geprüfter und vereidigter Dolmetscher und Übersetzer und lebt in Bad Nauheim.

## Schriften
Bücher
- Kann Entwicklungshilfe wirklich helfen? (Hrsg.) Pater: Bonn 2000.
- Der Traum von einer besseren Welt. Warum die Bekämpfung der Armut neue Wege gehen muss, Johannis: Lahr 2006.
- Janet und der Graue Tod. Kinder in einer Welt mit Aids, Johannis: Lahr 2007.
- HIV und AIDS als christliche Herausforderung (Hrsg.), Band 1, Verlag f. Kultur und Wissenschaft: Bonn 2008.
- HIV und AIDS als christliche Herausforderung (Hrsg.), Band 2, Verlag f. Kultur und Wissenschaft: Bonn 2008.
- Kinderarmut – in Deutschland und weltweit, SCM Hänssler: Holzgerlingen Sept. 2010.
- Handbuch Spendenwesen. Bessere Organisation, Transparenz, Kontrolle, Wirtschaftlichkeit und Wirksamkeit von Spendenwerken (Hrsg.),  Verlag für Sozialwissenschaften: Wiesbaden Sept. 2010.
- Die Wirklichkeit Gottes. Wie wir im 21. Jahrhundert an Gott glauben können, Philia Verlag: Bad Nauheim 2012/2015.
- Kinder in Deutschland 2013 – 3. World Vision Kinderstudie (Hrsg.), Beltz: Weinheim 2013.
- 150 Jahre Ernst Troeltsch, Forum  54, Freies Christentum: Stuttgart 2015.
- Und sie dreht sich doch. 50 Antworten auf die Frage, wie alles begann, Theiss-Verlag (Wissenschaftliche Buchgesellschaft): Darmstadt 2015.
- Muhammad. Eine historisch-kritische Studie zur Entstehung des Islams und seines Propheten, Springer VS: Wiesbaden 2016.
- Geschichte. Antikes und modernes Geschichtsverständnis, Philia Verlag: Bad Nauheim 2017.
- Religion. Was ist sie? Wie entsteht sie?, Philia Verlag: Bad Nauheim 2017.
- Das Leben des Propheten. Eine Bestandsaufnahme der Sira-Forschung, Philia Verlag: Bad Nauheim 2017.
- Die Sunna des Propheten. Eine Bestandsaufnahme der Hadith-Forschung, Philia Verlag: Bad Nauheim 2017.
- Der Koran – historisch-kritisch betrachtet, Philia Verlag: Bad Nauheim 2018.
- Der Prophet, der nie war. Wie aus dem jüdischen Jesus-Messias der arabische Muhammad wurde, Philia Verlag: Bad Nauheim 2018.
- Gott im liberalen Christentum. Vom gnädigen Gott der Reformation zum Posttheismus des 21. Jahrhunderts, Springer: Wiesbaden 2022.
- Die soziale Frage. Ein transatlantischer Vergleich zwischen Walter Rauschenbusch und Martin Rade, (Dissertation) Springer: Wiesbaden 2024.

Artikel (Auswahl)
- „Orangen aus dem Antsokia-Tal“, in: Afrika Post, Okt. 1998.
- „Personenbezogene Entwicklungshilfe“, in: Bangert/Pater (Hrsg.): Wie kann Entwicklungshilfe wirklich helfen?, Pater: Bonn 2000, S. 19–25
- „Development and Values. We need to be candid about our own values“, in: Global Future. Journal of Human Development, Ed. 2, 2001
- „Kindersoldaten in Uganda“, in: Afrika Post, 6/Dez.2002/Jan 2003, S. 39–41
- „Zwischen Vereinnahmung und Hilfsbereitschaft. Zur Öffentlichkeitsarbeit der Hilfsorganisationen während des Irak-Krieges“, in: VENRO-Rundbrief 19, Mai 2003
- „Die vergessene Generation. 15 Millionen Aids-Waisen bleiben weitgehend sich selbst überlassen“, in: eins Entwicklungspolitik Information Nord-Süd, 15-16-2006
- „Die Chance nutzen“ (zu HIV/AIDS und G8 in Heiligendamm), in: E+Z, Zeitschrift für Entwicklung und Zusammenarbeit, 04/2007.
- „A Chance Not to be Missed. Why Germany Must Lead A Stronger Response to Orphans in a World with AIDS“, in: D+C Magazine for Development and Cooperation, 04/2007
- „HIV und AIDS als theologisches Problem der Kirche“, in: Bangert/Schirrmacher (Hrsg.): HIV und AIDS als christliche Herausforderung, Bd. 1, Verlag f. Kultur und Wissenschaft: Bonn 2008, S. 73–100.
- „Die vergessenen Kinder. Das Drama der durch AIDS verwaisten und gefährdeten Kinder“, in: Bangert/Schirrmacher (Hrsg.): HIV und AIDS als christliche Herausforderung, Bd. 2, Verlag f. Kultur und Wissenschaft: Bonn 2008, S. 59–80.
- „Wirksame Hilfe ist Sache politischen Willens“, in: Kinder und Aids. Herausforderungen und Antworten in der Entwicklungszusammenarbeit, Aktionsbündnis gg. Aids/Don Bosco: Ensdorf 2008, S. 65–69.
- „Kinderarmut und Kinderrechte“, in: Sabine von Schorlemer u. Elena Schulte-Herbrüggen (Hrsg.): 1989-2009: 20 Jahre UN-Kinderrechtskonvention, Dresdner Schriften zu Recht und Politik der Vereinten Nationen, Bd. 15, Peter Lang: Frankfurt/Main 2010, S. 105–132.
- „Wie Aufsichtsorgane von Spendenwerken ihrer Kontrollfunktion gerecht werden“, in: Handbuch Spendenwesen. Bessere Organisation, Transparenz, Kontrolle, Wirtschaftlichkeit und Wirksamkeit von Spendenwerken, Verlag f. Sozialwissenschaften: Wiesbaden 2010.
- „Natural Theology Revisited: A Scientific Approach to the Question of God“, in: www.tabularasa-jena.de/artikel/artikel_3900 / Siehe  hier: tabularasamagazin.de
- „Die Antwort auf die Gottesfrage - hängt davon ab, wer fragt“, in: Freies Christentum, Heft 5, Sept-Okt. 2012, S. 119–126.
- „Seinsweisen Gottes. Dreieinigkeit neu gedeutet“, in: Freies Christentum, Heft 1, Jan–Feb 2013, S. 14–18.
- „Verbindlichkeit ethischer Verpflichtungen für die Arbeit entwicklungspolitischer Nichtregierungsorganisationen“, in: Frank Bliss u. Marco Heinz (Hrsg.): Ethik in der Praxis der Entwicklungszusammenarbeit, Verlag für Entwicklungspolitik: Saarbrücken 2013, S. 222–241.
- „Religion, Spirituality and Child Well-Being“, in: Asher Ben-Arieh, Asher, Ferran Casas, Ivar Frones and Jill Korbin. (Hrsg.) (in Druck): Handbook of Child Well-Being. Theories, Methods and Policies in Global Perspective, Springer: Dorcrecht 2013
- „Glaube und Toleranz. Zum evangelischen Themenjahr ‚Reformation und Toleranz‘“, in: Freies Christentum, Heft 4, Juli–August 2013, S. 94–100.
- „Spiritualität“, in: Sabine Andresen et al. (Hrsg.): Erziehung. Ein interdisziplinäres Handbuch, J.B.Metzler: Stuttgart 2013.
- „Theologie und Naturwissenschaft - Ist der Schöpfungsglaube mit unserem modernen Weltbild vereinbar?“, in: Freies Christentum, Heft 1, Jan–Feb 2014.
- „Die Auferstehungswirklichkeit. Das Zentralereignis des christlichen Glaubens“, in: Freies Christentum, Heft 2, M&arz-April 2014, S. 40–47.
- „Spiritualität. Annäherung an eine Definition“, Freies Christentum, Heft 5, September–Oktober 2014, S. 122–129.
- „150 Jahre Ernst Troeltsch - Theologe, Philosoph, Religionswissenschaftler und Kulturkritiker“, Teile I u. II, in: Freies Christentum, Heft 1 (Jan–Feb) 2015, S. 2–8, und Heft 2 (März–Apr) 2015, S. 46–53.
- „Ernst Troeltsch. Theologe, Religionsphilosoph und Kulturkritiker mit Weitblick“, in: Deutsches Pfarrerblatt 2/2015, S. 112–115.
- „Glaube und Politik - Zum Verhältnis der Christen zu Gesellschaftsproblemen“, in: Freies Christentum, Heft 5 (Sept-Okt) 2015, S. 114–118.
- „Der 'göttliche' Messias - eine jüdische Erwartung? Thesen eines jüdisch-orthodoxen Religionsphilosophen“, in Freies Christentum, Heft 4 (Juli–Aug.) 2016, S. 97–112.
- „Martin Luther: Die unvollendete Reformation?“, in: Freies Christentum, Heft 5 (Sept-Okt) 2017, S. 126–133.
- „Vater der liberalen Theologie und Reformator der Reformation. Zum 250. Geburtstag Friedrich Daniel Ernst Schleiermachers“, in: Deutsches Pfarrerblatt, Heft 11/2018 (118. Jg.), S. 628–632.
- „Karl Barth (1886-1968) - zu Barths 50. Todestag und zum 100-jährigen Jubiläum der Veröffentlichung seines Römerbrief-Kommentars“, in: Freies Christentum, Heft 6 (Nov-Dez) 2018, S. 142–150.
- „Das Evangelium von Jesus Christus neu gedeutet“, in: Markus Wriedt u. Raphael Zager (Hrsg.): Notwendiges Umdenken. Festschrift für Werner Zager zum 60. Geburtstag, Evangelische Verlagsanstalt: Leipzig 2019, S. 81–105.
- „Climate Change and Eschatology“, in: Johannes M. Luetz u. Patrick Nunn (Hrsg.): Beyond Belief. Opportunities for Faith-Engaged Approaches to Climate Change Adaptation in the Pacific Islands, Springer 2021, S. 157–188.
- „Die Offenbarung Gottes“, in: Freies Christentum, Heft 3 (Mai-Juni) 2022, S. 60–77.
- „Gelöste Selbständigkeit als Lebenskunst des Wohlbefindens“, in: Michael Großmann (Hrsg.), Gebildete Menschlichkeit. Festschrift für Hans-Georg Wittig zum 80. Geburtstag. Verlag T. Bautz: Nordhausen 2022, S. 115–127.